# Enemy Nations
Enemy Nations est un jeu vidéo de stratégie en temps réel (STR) développé par Windward Games et publié sur PC par HeadGames Publishing en septembre  1996. Le jeu se déroule dans un univers de science-fiction dans lequel douze factions, incluant des humains et des extraterrestres, se battent pour le contrôle de la dernière planète inhabitée de l’univers. Chaque faction est différente des autres et possède ses propres forces et faiblesses. Le système de jeu d’Enemy Nations est décrit comme une combinaison de SimCity et de Command and Conquer mais d’importants défauts au niveau de l’interface ou de l’intelligence artificielle lui sont reprochés. Les graphismes en 3D sont considérés par les critiques comme corrects, mais le site GameSpot  précise que le jeu nécessite une configuration trop puissante,. L’accueil de jeu est globalement mitigé même si certaines critiques jugent au contraire que le jeu à un énorme potentiel ou qu’il constitue un des meilleurs jeu de stratégie en temps réel,.

## Système de jeu
Enemy Nations est un de jeu de stratégie en temps réel dans la lignée de Command and Conquer. Comme dans ce dernier, le joueur doit gérer des ressources et développer sa base pour créer une armée afin de combattre ses ennemis. Il se distingue cependant de son modèle par son système économique plus complexe, qui nécessite notamment de gérer le transport et la transformation des matières premières. 
Le jeu débute alors que le vaisseau mère du joueur atterri sur une nouvelle planète. Il transporte des matières premières et quelques unités qui permettent au joueur d’installer ses premières infrastructures. Parmi les unités initialement disponibles se trouve un véhicule destiné à la construction des infrastructures et des camions chargés de transporter les ressources des sites d’extraction aux usines, puis aux centrales ou aux raffineries où elles sont traitées. Pour faciliter leurs déplacements, le joueur peut construire des routes qui relient ses différentes infrastructures. 
En plus de gérer le transport des matières premières, le joueur doit également gérer leur transformation en construisant des usines pour par exemple produire de l’acier à partir du fer, ou de l’essence à partir du pétrole. À partir de ces matières premières, le joueur construit des usines de production d’unités militaire et des centres de recherche, qui permettent de débloquer des structures plus avancées. Il peut ainsi produire différents types d’unités, dont des chars d’assaut, des mortiers, des navires et de l’infanterie.

## Accueil
| Enemy Nations         |      |       |
| Média                 | Pays | Notes |
| Computer Gaming World | US   | 3/5   |
| GameSpot              | US   | 47 %  |
| PC PowerPlay          | AUS  | 69 %  |